# Cuartel disciplinario de Estados Unidos en Fort Leavenworth
El Cuartel Disciplinario de los Estados Unidos (o USDB , conocido popularmente como Leavenworth , o DB ) es una prisión militar  ubicada en Fort Leavenworth, Kansas. Originalmente conocida como la Prisión Militar de los Estados Unidos, el USDB fue establecido por Ley del Congreso en 1874. Los prisioneros fueron utilizados para la mayor parte de la construcción, (como albañiles), que comenzó en 1875 y se completó en 1921. La instalación pudo albergar hasta 1,500 prisioneros . Desde 1895 hasta 1903, los prisioneros del USDB fueron utilizados para construir la cercana Penitenciaría de los Estados Unidos, Leavenworth. 

## Internos notables

### Condenados a muerte
- Ronald Gray
- Nidal Malik Hasan

### Cadena perpetua sin libertad condicional
- Robert Bales:

### Anteriormente
- Chelsea Manning
- Charles Graner
- Charles Ng

- Datos: Q642270
- Multimedia: United States Disciplinary Barracks / Q642270